# Sanitätskommando (Bundeswehr)
Ein Sanitätskommando (SanKdo) war ein Kommando der Bundeswehr.
Zuletzt waren die Sanitätskommandos Teil des Zentralen Sanitätsdienstes der Bundeswehr und dort dem Sanitätsführungskommando unterstellt. Im Heer waren bereits von 1969 bis 1994 Sanitätskommandos ausgeplant.

## Geschichte

### Im Feldheer
Im Feldheer wurden folgende Sanitätskommandos ab 1972 zur Einnahme der Heeresstruktur III ausgeplant:
- Sanitätskommando 1, Sitz des Stabes in Münster, unterstellt I. Korps
- Sanitätskommando 2, Ulm, II. Korps
- Sanitätskommando 3, Koblenz, III. Korps

Die Sanitätskommandos des Feldheeres wurden nach Ende des Kalten Krieges und im Zuge der Außerdienststellung oder Umgliederung der Korps zwischen 1989 und 1993 aufgelöst.

### Im Territorialheer
Im Territorialheer wurden beginnend ab 1969 zur Einnahme der Heeresstruktur III folgende Sanitätskommandos ausgeplant:
- Sanitätskommando 600, Neumünster, Territorialkommando Schleswig-Holstein
- Sanitätskommando 800, Mönchengladbach, Territorialkommando Nord
- Sanitätskommando 850, Mannheim, Territorialkommando Süd

Analog zur Entwicklung im Feldheer wurde das letzte Sanitätskommando im Territorialheer bis 1994 außer Dienst gestellt.

### Neuaufstellung im Zentralen Sanitätsdienst der Bundeswehr
Die Sanitätskommandos I bis IV wurden mit der Umstrukturierung des Sanitätsdienstes der Bundeswehr auf Grund der Bundeswehrreform zum 1. Oktober 2001 aufgestellt. Ihnen sind (bis auf wenige Ausnahmen) fast sämtliche sanitätsdienstlichen Einrichtungen aller Teilstreitkräfte zugefallen und sie sind somit seither für die sanitätsdienstliche Versorgung der Soldaten der Bundeswehr im Inland und vor allem in den Auslandseinsätzen der Bundeswehr zuständig.

### Letzte Struktur bis zur Umgliederung 2013

#### Sanitätskommando I inKiel
| Schleswig-Holstein, Niedersachsen, Mecklenburg-Vorpommern, Hamburg, Bremen |
| Bundeswehrkrankenhaus Hamburg |
| 6 Fachsanitätszentren in Hannover, Kiel, Munster, Rostock, Seedorf und Wilhelmshaven |
| 24 Sanitätszentren in Alt Duvenstedt, Boostedt, Bremerhaven, Bückeburg, Delmenhorst, Eckernförde, Faßberg, Flensburg, Hagenow, Hamburg, Husum, Kramerhof, Kropp, Laage, Lüneburg, Nienburg/Weser, Osterholz-Scharmbeck, Plön, Rotenburg (Wümme), Torgelow, Trollenhagen, Wittmund, Wunstorf und Wurster Nordseeküste |
| letzter Kommandeur: Generalarzt Ulrich Pracht |

#### Sanitätskommando II inDiez
| Nordrhein-Westfalen, Rheinland-Pfalz, Hessen, Saarland |
| Bundeswehrzentralkrankenhaus Koblenz |
| Lazarettregiment 21 in Rennerod |
| Sanitätsregiment 22 in Ahlen |
| 5 Fachsanitätszentren in Augustdorf, Bonn, Fritzlar, Idar-Oberstein und Köln-Wahn                                                                            |
| 16 Sanitätszentren in Aachen, Ahlen, Cochem, Germersheim, Höxter, Kerpen, Köln, Lahnstein, Merzig, Münster, Rennerod, Rheine, Stadtallendorf und Zweibrücken |
| Versorgungs- und Instandsetzungszentrum Sanitätsmaterial Pfungstadt                                                                                          |
| letzter Kommandeur: Admiralarzt Michael Knabe |

#### Sanitätskommando III inWeißenfels
| Thüringen, Sachsen, Sachsen-Anhalt, Brandenburg, Berlin |
| Bundeswehrkrankenhaus Berlin |
| Lazarettregiment 31 in Berlin |
| Sanitätsregiment 1 in Weißenfels |
| 2 Fachsanitätszentren in Erfurt und Leipzig |
| 11 Sanitätszentren in Bad Frankenhausen, Bad Salzungen, Berlin, Burg, Dresden, Frankenberg/Sachsen, Havelberg, Strausberg, Schönewalde, Schwielowsee und Weißenfels |
| Versorgungs- und Instandsetzungszentrum Sanitätsmaterial Blankenburg (Harz)                                                                                         |
| letzter Kommandeur: Generalarzt Michael Tempel |

#### Sanitätskommando IV inBogen
| Bayern, Baden-Württemberg |
| Bundeswehrkrankenhaus Ulm |
| Lazarettregiment 41 in Dornstadt |
| Gebirgssanitätsregiment 42 in Kempten |
| 5 Fachsanitätszentren in Hammelburg, Kempten, Kümmersbruck, München und Sigmaringen |
| 21 Sanitätszentren in Altenstadt, Bad Reichenhall, Bruchsal, Ellwangen, Feldkirchen, Fürstenfeldbruck, Füssen, Hardheim, Kaufbeuren, Laupheim, Mittenwald, Müllheim, Neubiberg, Neuburg an der Donau, Neunburg vorm Wald, Penzing, Regensburg, Roth, Stetten am kalten Markt, Ulm, Untermeitingen und Veitshöchheim |
| Versorgungs- und Instandsetzungszentrum Sanitätsmaterial (VIZ) Sigmaringen |
| letzter Kommandeur: Oberstarzt Michael Uhl |

### Außerdienststellung
Im Zuge der Neuausrichtung der Bundeswehr wurden die Sanitätskommandos sukzessive aufgelöst. Aus dem Sanitätskommando II ging das Kommando Regionale Sanitätsdienstliche Unterstützung hervor. Das Sanitätskommando III bildete den Grundstock für das nachfolgende Kommando Sanitätsdienstliche Einsatzunterstützung.